# Alex Robertson
Pour les articles homonymes, voir Alexander Robertson.
Alex Robertson, né le 17 avril 2003 à Dundee en Écosse, est un footballeur international australien qui joue au poste de milieu central à Cardiff City.

## Jeunesse
Robertson est né à Dundee, en Écosse, d'une mère péruvienne et d'un père australien, Mark Robertson, qui était footballeur professionnel. Il a déménagé en Australie, pays natal de son père, à l'âge de quatre ans, où il a vécu dans la banlieue de Sydney, Maroubra, entre l'âge de cinq et douze ans,.

## Carrière en club

### Début de carrière
Robertson s'est intéressé au sport dès son plus jeune âge, mais comme les enfants en Australie n'étaient pas assurés pour jouer au football jusqu'à l'âge de cinq ans à l'époque, son père l'a inscrit au club local de rugby league Mascot Jets. Il a également passé du temps à Bunnerong Gymnastics, un lieu géré par ses grands-parents, pour améliorer son équilibre, avant de rejoindre l'équipe de football locale Pagewood Botany.
Il a passé du temps avec Maroubra United et la Mr. Soccer Academy, dirigée par son père Mark, avant de rejoindre l'académie de Hakoah Sydney City East à l'âge de dix ans.
En septembre 2015, il a fait un essai avec le club anglais Manchester United, et sa famille a déménagé en Angleterre pour faciliter le transfert. En raison des règles de la FIFA, Robertson n'a initialement pas pu jouer au football structuré avec Manchester United, et a dû s'entraîner dans un parc local avec son père pour maintenir sa forme physique. Il est resté à Manchester United pendant 2 ans.

### Manchester City
Après avoir quitté Manchester United pour ses rivaux Manchester City au niveau des moins de 15 ans, Robertson a rapidement gravi les échelons de la jeunesse pour s'établir comme un jeune prospect de premier plan, et a été inclus dans la liste "Next Generation" du The Guardian pour 2020,.
Il a fait une apparition dans le EFL Trophy lors de la saison 2020–21, dans une défaite 2-1 contre Tranmere Rovers.
Malgré de nombreuses blessures, Robertson participait régulièrement à l'entraînement de l'équipe première, citant le milieu de terrain Fernandinho comme un mentor.

#### Prêt à Ross County
Le 5 juillet 2021, Robertson rejoint le club écossais Ross County pour un prêt d'une saison, l'entraîneur Malky Mackay déclarant qu'il avait suivi le jeune milieu de terrain "pendant quatre ans",,.
Il a fait ses débuts pour Ross County le 21 juillet 2021, lors d'une victoire 1-0 en Scottish League Cup contre Brora Rangers, entrant en jeu à la 66e minute en remplacement du prêté Jake Vokins.
Robertson est retourné à Manchester City tôt en janvier 2022.

## Carrière internationale
Robertson est éligible pour représenter l'Australie par son père, l'Écosse par sa naissance, le Pérou par sa mère, et l'Angleterre, ayant vécu là-bas pendant la majeure partie de son adolescence. Il a représenté l'Australie et l'Angleterre au niveau international des jeunes,,. Le 14 mars 2023, il a été appelé pour représenter l'équipe nationale de football d'Australie pour deux matches amicaux contre l'Équateur et a fait ses débuts le 24 mars lors d'une victoire 3-1.

## Palmarès

### En club
| Portsmouth FC (1)                                                    |
| - Championnat d'Angleterre de troisième division : - Champion : 2024 |

## Vie personnelle
Robertson est le fils de l'ancien joueur international de football australien Mark Robertson.
Son grand-père, Alex, a représenté une équipe B australienne en 1984,,.